# Thonne-la-Long
Pour les articles homonymes, voir Thonne (homonymie).
Thonne-la-Long est une commune française située dans le département de la Meuse, en région Grand Est. Thonne-la-Long fait partie de la Lorraine gaumaise.

## Géographie

### Géographie administrative
Après Breux, Thonne-la-Long est une des quatre communes les plus au nord du département de la Meuse ainsi que de la Lorraine.
Le village est délimité à l'est par la frontière franco-belge qui le sépare de la province de Luxembourg. Les villages belges les plus proches sont Sommethonne au nord-est et Couvreux au sud-est. La commune de Thonne-la-Long fait partie de la communauté de communes du pays de Montmédy.

#### Communes limitrophes
|          | Breux          | Meix-devant-Virton ( Belgique) |
| Avioth   | Thonne-la-long | Meix-devant-Virton ( Belgique) |
| Montmédy | Verneuil-Petit | Rouvroy ( Belgique)            |

### Géographie physique
Thonne-la-Long est le premier village français de la vallée de la Thonne. La Thonne, un affluent de la Chiers, coule approximativement du nord-est au sud-ouest, son orientation au niveau du village étant de l’est vers l'ouest pour une altitude de 210 m. Les points culminants de la commune sont à 303 m pour son versant nord et 340 m au sud. Le point culminant du versant sud est de 349 m sur la commune de Verneuil-Petit.
À l'origine, le village est densément construit le long de la rue Grande dans laquelle les maisons mitoyennes de succèdent presque sans discontinuer sur 550 m. La rue Petite qui longe parallèlement la rue Grande au sud compte quelques maisons mitoyennes mais est dans l'ensemble beaucoup moins construite. Cinq rues et trois ruelles rejoignent les deux rues principales (rue du Jardin-Florentin, rue des Chevaliers, rue Lepaute, rue des Gendarmes et chemin de Couvreux). La ferme de Saint-Valéry, sur le versant sud de la Thonne, ne compte à l'heure actuelle qu'une seule habitation et est l'unique élément construit, excentré du village.
Historiquement, le village s'accroit tout d'abord sur le chemin de Saint-Valery, ensuite, dans les années 1990, sur le chemin de Couvreux, la partie nord de la rue Grande, puis sur le chemin de Gérouville. Le lotissement du Jardin Florentin est venu s'ajouter à l'extrémité ouest du village dans les années 2000, et le lotissement Dagelet ainsi que quelques habitations le long du chemin de Gérouville à son extrémité nord-est à partir de 2008.

### Hydrographie
La commune est dans le bassin versant de la Meuse au sein du bassin Rhin-Meuse. Elle est drainée par le ruisseau la Thonne, le ruisseau des Grands Pres, le ruisseau de Launois et le ruisseau du Chue,.
La Thonne, d'une longueur de 11 km, prend sa source dans la commune  et se jette  dans la Chiers à Vigneul-sous-Montmédy, après avoir traversé six communes. 

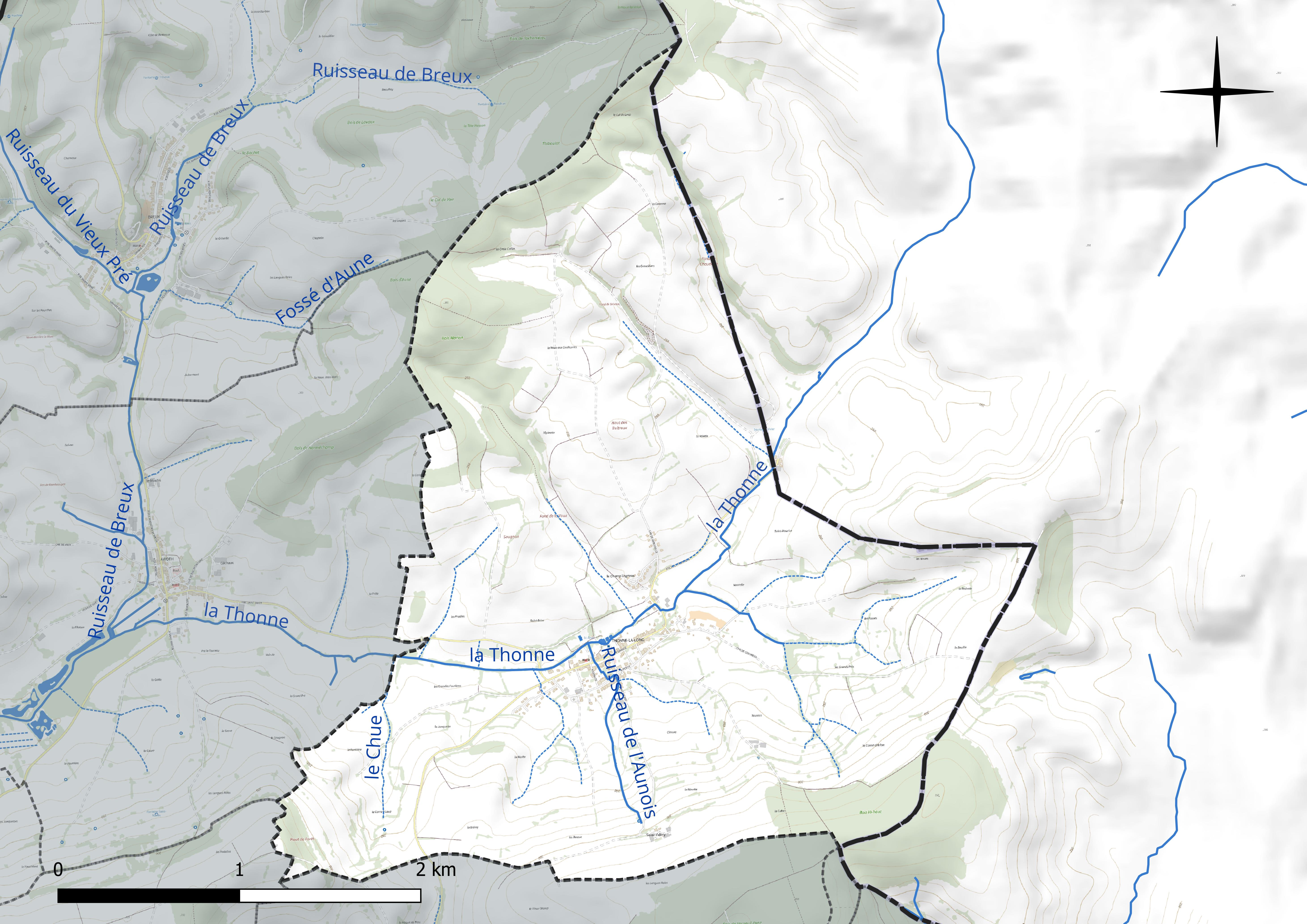
Réseau hydrographique de Thonne-la-Long.

### Climat
Pour des articles plus généraux, voir Climat du Grand Est et Climat de la Meuse.
En 2010, le climat de la commune est de type climat de montagne, selon une étude du Centre national de la recherche scientifique s'appuyant sur une série de données couvrant la période 1971-2000. En 2020, Météo-France publie une typologie des climats de la France métropolitaine dans laquelle la commune est dans une zone de transition entre le climat océanique altéré et le climat océanique altéré et est dans la région climatique  Lorraine, plateau de Langres, Morvan, caractérisée par un hiver rude (1,5 °C), des vents modérés et des brouillards fréquents en automne et hiver. 
Pour la période 1971-2000, la température annuelle moyenne est de 9,5 °C, avec une amplitude thermique annuelle de 16 °C. Le cumul annuel moyen de précipitations est de 961 mm, avec 14,2 jours de précipitations en janvier et 9,6 jours en juillet. Pour la période 1991-2020, la température moyenne annuelle observée sur la station météorologique de Météo-France la plus proche, « Villette », sur la commune de Villette à 13 km à vol d'oiseau, est de 10,1 °C et le cumul annuel moyen de précipitations est de 909,4 mm. 
La température maximale relevée sur cette station est de 39 °C, atteinte le 25 juillet 2019 ; la température minimale est de −14,8 °C, atteinte le 20 décembre 2009,,. 
Les paramètres climatiques de la commune ont été estimés pour le milieu du siècle (2041-2070) selon différents scénarios d'émission de gaz à effet de serre à partir des nouvelles projections climatiques de référence DRIAS-2020. Ils sont consultables sur un site dédié publié par Météo-France en novembre 2022.

## Urbanisme

### Typologie
Au 1er janvier 2024, Thonne-la-Long est catégorisée commune rurale à habitat dispersé, selon la nouvelle grille communale de densité à sept niveaux définie par l'Insee en 2022.
Elle est située hors unité urbaine et hors attraction des villes,.

### Occupation des sols
L'occupation des sols de la commune, telle qu'elle ressort de la base de données européenne d’occupation biophysique des sols Corine Land Cover (CLC), est marquée par l'importance des territoires agricoles (82,3 % en 2018), en diminution par rapport à 1990 (86,5 %). La répartition détaillée en 2018 est la suivante : 
prairies (44,2 %), terres arables (38,1 %), forêts (13,5 %), zones urbanisées (4,1 %). L'évolution de l’occupation des sols de la commune et de ses infrastructures peut être observée sur les différentes représentations cartographiques du territoire : la carte de Cassini (XVIIIe siècle), la carte d'état-major (1820-1866) et les cartes ou photos aériennes de l'IGN pour la période actuelle (1950 à aujourd'hui).

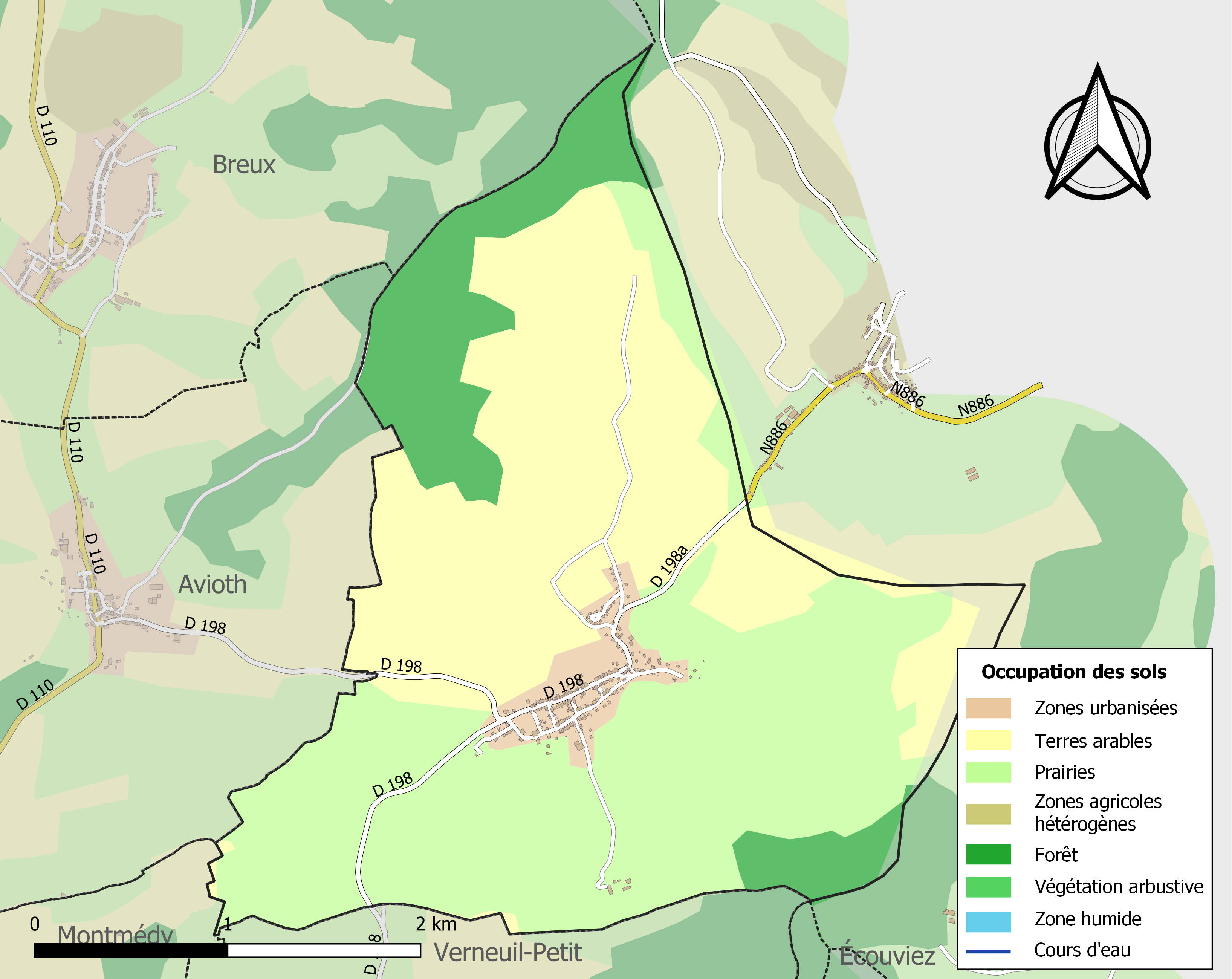
Carte des infrastructures et de l'occupation des sols de la commune en 2018 (CLC).

## Toponymie
Thonne-la-long fut mentionné pour la première fois dans une bulle du pape Léon IX en 1049, sous le nom de Tondenna.
- Les noms précédents du village sont :

Todenna (1049) ; Tonna (1157) ; Tonetra (1239) ; Tonne-la-Lon (1270) ; Tona, Thone-la-Lon (1364-1373) ; Thonne-la-Longue (1527) ; Tone-la-Long (1576) ; Thonnelle-la-Longue (1629) ; Tonne-la-Longue (1680) ; Tonne-la-Loing (1700) ; Tonne-la-Long (1739) ; Thonne la Long (1793) ; Thonné-la-Long (1801)[réf. nécessaire].
Son nom s'explique par le celui de la rivière, la Thonne, qui prend sa source près de Virton, au Luxembourg belge. Elle naît à Sommethonne, entre en France à Thonne-la-Long. Elle est écrite avec deux orthographes, la Tone à sa source, puis en passant la frontière elle prend son orthographe la plus connue, la Thonne.

## Histoire
Avant 1790, Thonne faisait partie du Luxembourg français, dans la prévôté bailliagère de Montmédy. Elle était rattachée au diocèse de Trèves.

## Politique et administration
| Période                                  | Période  | Identité        | Étiquette | Qualité |
| ---------------------------------------- | -------- | --------------- | --------- | ------- |
| Les données manquantes sont à compléter. |          |                 |           |         |
| avant 1981                               | ?        | Lucien Demouzon |           |         |
| mars 2001                                | mai 2020 | Thierry Leclère |           |         |
| 24 mai 2020                              | En cours | Damien Cachard  |           | Artisan |

## Population et société

### Démographie
L'évolution du nombre d'habitants est connue à travers les recensements de la population effectués dans la commune depuis 1793. Pour les communes de moins de 10 000 habitants, une enquête de recensement portant sur toute la population est réalisée tous les cinq ans, les populations de référence des années intermédiaires étant quant à elles estimées par interpolation ou extrapolation. Pour la commune, le premier recensement exhaustif entrant dans le cadre du nouveau dispositif a été réalisé en 2006.

En 2022, la commune comptait 357 habitants, en évolution de +9,51 % par rapport à 2016 (Meuse : −4,4 %, France hors Mayotte : +2,11 %).
| 1793 | 1800 | 1806 | 1821 | 1831 | 1836 | 1841 | 1846 | 1851 |
| ---- | ---- | ---- | ---- | ---- | ---- | ---- | ---- | ---- |
| 275  | 388  | 393  | 469  | 502  | 514  | 522  | 543  | 584  |

| 1856 | 1861 | 1866 | 1872 | 1876 | 1881 | 1886 | 1891 | 1896 |
| ---- | ---- | ---- | ---- | ---- | ---- | ---- | ---- | ---- |
| 561  | 554  | 524  | 457  | 457  | 427  | 441  | 419  | 425  |

| 1901 | 1906 | 1911 | 1921 | 1926 | 1931 | 1936 | 1946 | 1954 |
| ---- | ---- | ---- | ---- | ---- | ---- | ---- | ---- | ---- |
| 417  | 389  | 358  | 296  | 290  | 292  | 282  | 199  | 200  |

| 1962 | 1968 | 1975 | 1982 | 1990 | 1999 | 2006 | 2011 | 2016 |
| ---- | ---- | ---- | ---- | ---- | ---- | ---- | ---- | ---- |
| 218  | 204  | 162  | 137  | 137  | 181  | 241  | 269  | 326  |

| 2021 | 2022 | - | - | - | - | - | - | - |
| ---- | ---- | - | - | - | - | - | - | - |
| 354  | 357  | - | - | - | - | - | - | - |

Le village compte depuis quelques années une très forte proportion d'habitants de nationalité belge.

## Culture locale et patrimoine

### Lieux et monuments
- L'église paroissiale Saint-Martin, reconstruite de 1868 à 1871, et son horloge Lepaute enregistrée au titre des monuments historiques de France.

La fête communale se déroule chaque année le quatrième dimanche de mai. Elle est organisée depuis 1982 par l'ASCTL (Association Sportive et Culturelle de Thonne-la-Long).

### Personnalités liées à la commune
- Jean André Lepaute, né à Thonne-la-Long en 1720 et mort à Paris ou Saint-Cloud en 1789, et son frère Jean Baptiste Lepaute, né à Thonne-la-Long en 1727 et mort à Paris en 1802, horlogers français. Nous devons à Jean André Lepaute un grand nombre d'inventions et d'innovations majeures, dont l'échappement à chevilles ; il réalisa plusieurs grandes horloges publiques.
- Joseph Lepaute Dagelet, né à Thonne-la-Long le 25 novembre 1751 et mort à Vanikoro en mai 1788, astronome, horloger et scientifique français, membre de l'expédition de La Pérouse (1785-1788). Le village est très fier d'avoir compté parmi ses habitants une famille aussi illustre. Une rue, face à la mairie porte le nom rue Lepaute et un lotissement (créé en 2008) de 12 maisons au nord-est du village porte le nom Dagelet.
- Lucien Corvisart, né à Thonne-la-Long en 1824 et mort à Paris en 1882, médecin de Napoléon III adjoint au premier médecin Henri Conneau, petit neveu de Jean-Nicolas Corvisart, médecin de Napoléon Ier, père de Charles Corvisart.

### Héraldique, logotype et devise
| Blason de Thonne-la-Long | Blason  | D'azur au pal componé de gueules et d'or.        |
| Blason de Thonne-la-Long | Détails | Le statut officiel du blason reste à déterminer. |